# Tubercoli quadrigemini
I tubercoli o collicoli quadrigemini, detti anche corpi quadrigemini, sono quattro formazioni del tronco cerebrale (due superiori e due inferiori) poste sulla superficie dorsale (tetto) del mesencefalo, riunite nella lamina quadrigemina; quelli superiori si collegano alle vie ottiche (dirette e riflesse), quelli inferiori alle vie dell'udito (dirette e riflesse).
I tubercoli quadrigemini superiori, nello specifico, che rivestono tra l'altro importanza grandissima nei volatili, essendo il termine ultimo della via della sensibilità ottica, ricoprono un ruolo nella fisiologia del corpo umano quali rudimentale centro di integrazione, sul quale convergono afferenze diverse e da cui partono efferenze, soprattutto per il pulvinar talamico, per la corteccia cerebrale area visiva primaria e associative (rispettivamente area 17, 18 e 19 della mappatura di Brodman), per i nuclei dei nervi oculomotore, trocleare e abducente (III, IV, VI paio di nervi cranici) e in genere dei nervi cranici.
I tubercoli quadrigemini superiori constano di sette strati a differente carattere cito-mielomorfo. In superficie vi è uno strato di sostanza bianca (strato bianco esterno), dato a livello cellulare dagli assoni mielinizzati dei neuroni corticicoli, cioè con assone corto che riceve afferenze da veicolare al soma, sito nello strato grigio esterno, appena più giù, che quindi riceve stimoli dalle aree visive della corteccia cerebrale (lobo occipitale), grazie al fascio cortico-tettale esterno. Indi, più in profondità rispetto agli strati bianco esterno e grigio esterno, è lo strato cosiddetto delle fibre ottiche, su cui converge l'info visiva extragenicolata, che cioè non staziona pei corpi genicolati laterali talamici.
Procedendo in profondità si nota lo strato grigio medio, formato dal corpo cellulare di neuroni i cui assoni si approfondano nello strato bianco medio, e che ricevono fibre perlopiù dai tubercoli quadrigemelli inferiori, dalla corteccia, dall'abenula, dal cervelletto (nella porzione neocerebellare), dal midollo spinale. Quest'ultima è una via importantissima per i movimenti riflessogeni, e viaggia ad inoltro lemniscale con la via spino talamica laterale e spino talamica anteriore (lemnisco spinale), e veicola stimoli dolorifici di tipo incosciente, che cioè non raggiungono la corteccia, ma vengono integrati a livello dei tubercoli quadrigemini superiori, per poi tornare al midollo con la via tetto-spinale, importante via dei riflessi extrapiramidali connessi con riflessi sensoriali.
Infine sono altri due strati, che partendo da superficie in profondità sono lo strato grigio interno (o profondo) e lo strato bianco interno (o profondo). Essi sono dati rispettivamente dai pirenofori e dai neuriti dei neuroni corticifughi a lungo assone, che cioè non veicolano afferenze, ma da cui partono efferenze per i vari nuclei serviti dai tubercoli. Una è la via tetto-pulvinare, l'altra la tetto-neocerebellare, la tetto-oculomotoria (per il nucleo del III paio di nervi cranici, sito in prossimità dei tubercoli superiori, così come il nucleo del parasimpatico encefalico cosiddetto di Edinger-Westphal), ma anche la già citata tetto-spinale, che può a seconda dei casi far stazione anche nella sostanza reticolare del tronco cerebrale prima di giungere al midollo (quindi con la via tetto-tegmento-spinale)